# Cabanes (Valência)
Cabanes, também conhecido como Cabanes de l'Arc, é um município da Espanha na província de Castelló, Comunidade Valenciana. Tem 131,6 km² de área e em 2021 tinha 3 027 habitantes (densidade: 23 hab./km²).

## Demografia
| Variação demográfica do município entre 1991 e 2004 | Variação demográfica do município entre 1991 e 2004 | Variação demográfica do município entre 1991 e 2004 | Variação demográfica do município entre 1991 e 2004 |
| --------------------------------------------------- | --------------------------------------------------- | --------------------------------------------------- | --------------------------------------------------- |
| 1991                                                | 1996                                                | 2001                                                | 2004                                                |
| 2456                                                | 2364                                                | 2473                                                | 2589                                                |